# Dhofarspitsmuis
De dhofarspitsmuis (Crocidura dhofarensis)  is een zoogdier uit de familie van de spitsmuizen (Soricidae). De wetenschappelijke naam van de soort werd voor het eerst geldig gepubliceerd door Hutterer & Harrison in 1988.

## Voorkomen
De soort komt voor in Oman.